# ممیزی اطلاعات
تعریفی از ممیزی اطلاعات (Information Audit) که به‌طور کلی مورد توافق پژوهشگران باشد، وجود ندارد. با این حال در فرهنگ کسب و کار ممیزی اطلاعات اینگونه تعریف شده‌است که: تجزیه و تحلیل و ارزیابی نظام اطلاعاتی سازمان (دستی یا کامپیوتری) برای تشخیص و اصلاح موانع، تکرارپذیری و کمبود اطلاعات است. اهداف ممیزی بهبود دقت، ربط، امنیت و به هنگام بودن اطلاعات ذخیره شده می‌باشد.
تعریف دیگری که می‌توان برای این واژه بیان کرد؛ بررسی نظامند منابع اطلاعاتی، کاربرد اطلاعات، جریان‌های اطلاعاتی و مدیریت آن‌ها در یک سازمان است.

## تاریخچه
ممیزی اطلاعات، مفاهیم کلی‌نگر ممیزی را از یک محدوده سنتی در حسابرسی و امور مالی به نظام مدیریت اطلاعات سازمانی گسترش داد. اطلاعات به منزله منبعی است که نیازمند مدیریت مؤثر است و این مسئله منجر به پیشرفت علاقه در استفاده از ممیزی اطلاعات شده‌است. قبل از دهه ۱۹۹۰ و قبل از روش‌های ارائه شده توسط اُرنا، هنسل، وود، بوچانان و گیب رویکردها و روش‌های ممیزی اطلاعات به‌طور عمده روی شناسایی منابع اطلاعاتی رسمی متمرکز بود. بعدها این رویکردها، تجزیه و تحلیل سازمانی و نقشه برداری از جریان اطلاعات را دربر گرفت. 
ممیزی اطلاعات که ریشه در ممیزی‌های مالی دارد، مدت طولانی است که به عنوان ابزاری مهم در زمینه مدیریت اطلاعات دیده می‌شود. این پدیده به‌طور وسیعی در کتابخانه ها و سایر سازمان‌هابه عنوان یک ابزار برای پیشرفت کاربرد دارد و اگر چه افراد بسیاری همچون گای اس. تی. کلایر (۱۹۹۷)، اُرنا (۱۹۹۹) و هنسل (۲۰۰۱) سعی کرده‌اند تا آن را تعریف کنند ولی همانطور که در تعریف ممیزی اطلاعات بیان شد هنوز توافق کلی روی یک تعریف وجود ندارد. قبل از اینکه یک سازمان بتواند به‌طور مؤثر و کارآمد اطلاعاتی را که ایجاد می‌کند یا در اختیار دارد یا اشاعه می‌دهد را مدیریت کند، باید ابتدا ممیزی فعالیت‌های اطلاعاتی جاری خود را تکمیل کند. ممیزی اطلاعات به عنوان ابزاری که می‌تواند برای کمک به آن‌ها در این فرایند، مورد استفاده قرار گیرد، در نظر گرفته شود.
.

## اهداف ممیزی اطلاعات
بوچانان و گیب (۱۹۹۸) اهداف ممیزی اطلاعات را موارد زیر بیان می‌کند:
1. شناسایی منابع اطلاعاتی سازمان
2. شناسایی نیازهای اطلاعاتی سازمان
3. شناسایی هزینه‌ها و منافع منابع اطلاعاتی
4. شناسایی فرصت‌های استفاده از منابع اطلاعاتی برای مزیت رقابتی راهبردی
5. یکپارچه سازی سرمایه‌گذاری در فناوری اطلاعات با اقدامات راهبردی کسب و کار
6. شناسایی جریان‌ها و فرایندهای اطلاعاتی
7. توسعه یک راهبرد / یا سیاست اطلاعاتی راهبردی
8. ایجاد آگاهی از اهمیت مدیریت منابع اطلاعاتی و تعریف نقش مدیریت
9. رصد و ارزیابی سازگاری و مطابقت با استانداردها، مقررات و خظ مشی‌ها و سیاست‌های مرتبط با اطلاعات.[۴]

## آنچه که در صورت عدم انجام ممیزی اطلاعات رخ می‌دهد
قبل از پرداختن به بحث در مورد فوایدی که از انجام ممیزی اطلاعات بدست می‌آید، جالب است به استانات (۱۹۹۰) که در بوتا (۲۰۰۱) نقل شده است نگاهی بیندازیم. در این مقاله او مواردی که در صورت عدم انجام ممیزی اطلاعات رخ خواهد داد، را بیان می‌کند که می‌تواند یکی یا بیشتر موارد زیر باشد: 
- عدم توانایی شرکت در نشان دادن لحظه‌ای پیشرفت‌های کسب و کار و بازاریابی
- هزینه غیرضروری برای اطلاعاتی که توسط سازمان کاربردی ندارد
- به علت منابع اطلاعاتی نارسا/نامرتبط، شرکت رقابت شانه به شانه خود را در بازار از دست می‌دهد.[۵]

## ممیزی اطلاعات چه می‌کند و چه نتایجی دارد؟ (فواید)
اصطلاح ممیزی بر حساب دلالت دارد. ممیزی اطلاعات نه تنها منابع را بررسی می‌کند بلکه چگونگی کاربرد آن‌ها توسط افراد و اینکه برای چه هدفی است را نیز مورد ارزیابی قرار می‌دهد. ممیزی اطلاعات اقدامات و وظایفی که در یک سازمان اتفاق می‌افتد را ارزیابی کرده و منابع اطلاعاتی که آن‌ها را حمایت می‌کند مورد شناسایی قرار می‌دهد. این پدیده نه فقط کاربرد منابع، بلکه چگونگی استفاده و چگونگی بررسی آن‌ها برای موفقیت آمیز بودن هر کاری را ارزیابی می‌کند. ممیزی اطلاعات نیازمند ترکیبی از افراد و فناوری‌ها است که تضمین می‌کنند اطلاعات مناسب، در زمان مناسب و در مکان مناسب در اختیار افراد مناسب قرار خواهند گرفت. این امر نیازمند معیارهایی برای ارزیابی هزینه‌ها و مزایای سیستم‌های عملیاتی است. اینگونه ارزیابی‌ها نیازمند بکارگیری افراد متخصص هستند به ویژه در گرایش‌های منابع انسانی، فلوچارت‌های اطلاعاتی، ابزار تکنولوژیکی، پایگاه داده‌ها و بانک‌های اطلاعاتی.
داونز (۱۹۸۸) برخی از فواید حاصل از انجام ممیزی ارتباطات را ارائه می‌دهد. در مطالعه پیشینه پژوهش، پژوهشگر بیان می‌کند که این فواید شبیه به خروجی‌های ممیزی اطلاعات است. این فوایدها مزیت اعتبار، مزیت تشخیصی، مزیت بازخورد، مزیت اطلاع رسانی، و مزیت آموزشی هستند.
- مزیت اعتبار: یکی از نتایج حاصل از ممیزی اطلاعات، اطلاعات صحیح و معتبر در مورد وضعیت اطلاعات به عنوان یک منبع سازمانی است؛ بنابراین کیفیت برنامه‌ریزی و مدیریت، باید اطلاعات دقیق، مرتبط و معتبر که به راحتی در دسترس است را بهبود ببخشد.
- مزیت تشخیصی: پژوهشگران عقیده دارند که مزیت تشخیصی، چیزی است که ویژگی عمده ممیزی است. عنصر تشخیصی ممیزی اجازه می‌دهد تا نقاط قوت و ضعف (یا شکاف) شناسایی شود. این اطلاعات را می‌توان به کار گرفت تا نقاط قوت را ایجاد کنیم و نقاط ضعف را از بین ببریم.
- مزیت بازخورد: ممیزی اطلاعات یک عنصر مهم در فرایند بازخورد است. ممیزی اطلاعات برای تعیین این موضوع به کار می‌رود که آیا اطلاعات ورودی، اطلاعات مطلوب را به دست می‌دهد یا خیر؛ بنابراین ممیزی اطلاعات ابزاری برای ارزیابی و فرآهم آوری اطلاعاتی است که می‌تواند برای برنامه‌ریزی و اجرای اقدامات اصلاحی به کار گرفته شود.
- مزیت اطلاع رسانی: ممیزی ارتباط توجه به فرایند ارتباط در یک سازمان و بهبود آن را هدف قرار می‌دهد. در شیوه‌ای مشابه ممیزی اطلاعات می‌تواند کمک کند تا توجه کارمندان روی ارزش و مزیت‌های کاربرد اطلاعات به عنوان منبع سازمانی، معطوف باشد.
- مزیت آموزشی: طبق اظهارات بوتا و بون (۲۰۰۳) به نقل از داونز (۱۹۸۸) این مزیت اغلب نادیده گرفته شده‌است. ممیزی اطلاعات فرصت ایده‌آلی برای درگیرکردن کارمندان در فرایند ممیزی فرآهم می‌آورد. به این ترتیب با تکمیل شدن ممیزی اطلاعات، کارکنان درک و تصور بهتری از اطلاعات و نقش خود در سازمان دارند. محققان بیان می‌کنند که ممیزی اطلاعات فرصتی را ایجاد می‌کند تا کارمندانی که مدیران اطلاعات خواهند شد، یا کسانی که در فرایند مدیریت سازمان در آینده دخیل خواهند بود، آموزش ببینند.[۸]

## نقش ممیزی اطلاعات در مدیریت دانش
بوتا و بون (۲۰۰۳) نقش ممیزی اطلاعات در مدیریت دانش را به چهار سطح زیر ترسیم می‌کنند:
سطح ۱. مدیریت اطلاعات شخصی: کاربرد اطلاعات؛ ذخیره و امحای اطلاعات؛ بازاریابی اطلاعات؛ اشاعه و بازتولید اطلاعات
سطح ۲. مدیریت اطلاعات عملیاتی: شناسایی نیازهای اطلاعاتی؛ تولید اطلاعات یا تولید اطلاعات مورد نیاز، اشاعه اطلاعات؛ شناسایی اطلاعات مرتبط
سطح ۳. مدیریت اطلاعات سازمانی: توسعه و بهبود زیرساخت‌های فناوری اطلاعات؛ تعیین ارزش و بهای اطلاعات؛ گردآوری سیاهه مدخل‌های اطلاعاتی؛ هماهنگی و اجرای سیاست اطلاعاتی سازمانی؛ سازماندهی اطلاعات در یک نظام اطلاعاتی؛ آموزش اطلاعات؛ مشاوره اطلاعاتی؛ برنامه‌ریزی، توسعه و ارزیابی مداوم نظام‌های اطلاعاتی
سطح ۴. مدیریت اطلاعات راهبردی: تدوین سیاست اطلاعاتی سازمانی؛ مدیریت منابع مالی، فیزیکی و انسانی به منظور فرآهم آوری نظام‌های اطلاعاتی؛ تشخیص نیازهای اطلاعاتی راهبردی.